# 膛径
膛径（英語：Bore diameter）指枪膛的直径，也就是枪管内面的直径，亦为枪械的口径。膛径是一个阳膛（凸起的膛线）经枪膛中轴到对面阳膛的距离，也就是枪管在未刻膛线时的内径。